# Dystrykt Tank
Dystrykt Tank (urdu: ٹانک) – dystrykt w północnym Pakistanie w prowincji Chajber Pasztunchwa. W 1998 roku liczył 238 216 mieszkańców (z czego 52,19% stanowili mężczyźni) i obejmował 25 423 gospodarstw domowych. Siedzibą administracyjną dystryktu jest Tank.